# Kintampo-Rotschenkelhörnchen
Das Kintampo-Rotschenkelhörnchen (Funisciurus substriatus) ist eine Hörnchenart aus der Gattung der Rotschenkelhörnchen (Funisciurus). Es kommt in Teilen von Westafrika vor.

## Merkmale
Das Kintampo-Rotschenkelhörnchen erreicht eine durchschnittliche Gesamtlänge von etwa 30,0 bis 34,8 Zentimetern, wobei 13,0 bis 17,8 Zentimeter auf die Schwanzlänge entfallen. Das Gewicht beträgt etwa 115 bis 190 Gramm. Die Hinterfußlänge beträgt 40 bis 45 Millimeter, die Ohrlänge 13 bis 19 Millimeter. Es handelt sich um ein mittelgroßes Hörnchen mit einem grünlich gelben bis ockerfarbenen und schwarz gesprenkelten Rückenfell. An den Seiten befindet sich jeweils ein undeutlicher heller Seitenstreifen, der zur Bauchseite durch eine schwarze Linie begrenzt wird. Das Bauchfell ist weiß mit blass ockerfarbenen Einwaschungen, die einzelnen Haare sind an der Basis dunkelgrau. Die Beine entsprechen in ihrer Färbung dem Rückenfell. Der Schwanz ist ebenso lang wie die Kopf-Rumpf-Länge. Er ist dunkler als die Rückenfarbe und besitzt deutliche schwarze und sandfarbene Ringe. Die Weibchen haben zwei paarige Zitzen (0+0+1+1=4).
| 1 | · | 0 | · | 2 | · | 3 | = 22 |
| 1 | · | 0 | · | 1 | · | 3 | = 22 |

Der Schädel hat eine Gesamtlänge von 42,5 bis 45,3 Millimetern und eine Breite von 26,2 bis 28,2 Millimetern. Wie alle Arten der Gattung besitzt die Art im Oberkiefer pro Hälfte einen zu einem Nagezahn ausgebildeten Schneidezahn (Incisivus), dem eine Zahnlücke (Diastema) folgt. Hierauf folgen zwei Prämolare und drei Molare. Die Zähne im Unterkiefer entsprechen denen im Oberkiefer, allerdings nur mit einem Prämolaren. Insgesamt verfügen die Tiere damit über ein Gebiss aus 22 Zähnen. Der knöcherne Gaumen endet am Vorderrand der letzten Molaren.
Das Kintampo-Rotschenkelhörnchen ähnelt dem Thomas-Rotschenkelhörnchen (Funisciurus anerythrus), dass ihm im Habitus und der Färbung sehr stark gleicht. Die Verbreitungsgebiete überlappen sich nicht und das Thomas-Rotschenkelhörnchen besitzt bei den Populationen im Süden und Osten von Kamerun keine ocker- bis orangefarbene Einwaschung des Bauchfells.

## Verbreitung
Das Kintampo-Rotschenkelhörnchen kommt in Teilen von Westafrika vor. Das Verbreitungsgebiet umfasst Teile von Burkina Faso, Togo, Benin und den Osten von Ghana nördlich der Waldregionen und östlich des Volta. Die IUCN gibt zudem das südliche Niger als Teil des Verbreitungsgebietes an. Ob es in Nigeria vorkommt, ist unklar.

## Lebensweise
Über die Lebensweise des Kintampo-Rotschenkelhörnchens liegen nur sehr wenige Informationen vor. Es lebt in der westafrikanischen Waldsavanne und in trockeneren Galeriewäldern. Es lebt als Einzelgänger oder seltener in Paaren. Die Art lebt vor allem am Boden und in Gebüschen und Bäumen, wie andere Hörnchen ernährt es sich primär herbivor. Bei potenzieller Gefahr oder Erregung senkt die Art den Schwanz. In Gefangenschaft ist eine Lebensdauer von maximal 6,9 Jahren dokumentiert.

## Systematik
Das Kintampo-Rotschenkelhörnchen wird als eigenständige Art innerhalb der Gattung der Rotschenkelhörnchen (Funisciurus) eingeordnet, die aus zehn Arten besteht. Die wissenschaftliche Erstbeschreibung stammt von dem Zoologen William Edward de Winton aus dem Jahr 1899, der die Tiere anhand von Individuen aus dem Gebiet um Kintampo in Ghana beschrieb (damals benannt als Hinterland der britischen Kolonie Goldküste). Der Artstatus ist bestätigt, allerdings ist nicht wirklich klar, ob sie vom Thomas-Rotschenkelhörnchen (Funisciurus anerythrus) im Westen Ugandas genetisch isoliert ist.
Innerhalb der Art werden neben der Nominatform keine weiteren Unterarten unterschieden.

## Status, Bedrohung und Schutz
Das Kintampo-Rotschenkelhörnchen wird von der International Union for Conservation of Nature and Natural Resources (IUCN) aufgrund der wenigen verfügbaren Daten und die Unsicherheiten zum Vorkommen, der Lebensweise und potenzieller Bedrohungen nicht in eine Gefährdungskategorie eingeordnet, sondern als „data deficient“ gelistet.

## Belege
1. 1 2 3 4 5 6 7 8 9 10 11 12 13 14  Richard W. Thorington Jr., Chad E. Schennum: Funisciurus substriatus, Kintampo Rope Squirrel. In: Jonathan Kingdon, David Happold, Michael Hoffmann, Thomas Butynski, Meredith Happold und Jan Kalina (Hrsg.): Mammals of Africa Volume III. Rodents, Hares and Rabbits. Bloomsbury, London 2013, S. 60–61; ISBN 978-1-4081-2253-2.
2. 1 2 3 4 5 6 7 8  Richard W. Thorington Jr., John L. Koprowski, Michael A. Steele: Squirrels of the World. Johns Hopkins University Press, Baltimore MD 2012; S. 222–223. ISBN 978-1-4214-0469-1
3. ↑  Peter Grubb: Genus Funisciurus, Rope Squirrels. In: Jonathan Kingdon, David Happold, Michael Hoffmann, Thomas Butynski, Meredith Happold und Jan Kalina (Hrsg.): Mammals of Africa Volume III. Rodents, Hares and Rabbits. Bloomsbury, London 2013, S. 46–48; ISBN 978-1-4081-2253-2.
4. 1 2  Funisciurus substriatus in der Roten Liste gefährdeter Arten der IUCN 2016-1. Eingestellt von: D. Happold, 2008. Abgerufen am 6. September 2016.
5. 1 2  Funisciurus substriatus. In: Don E. Wilson, DeeAnn M. Reeder (Hrsg.): Mammal Species of the World. A taxonomic and geographic Reference. 2 Bände. 3. Auflage. Johns Hopkins University Press, Baltimore MD 2005, ISBN 0-8018-8221-4.